# Manta (przedsiębiorstwo)
Manta S.A. – istniejące od 1998 roku polskie przedsiębiorstwo z siedzibą w Warszawie, zajmujące sprzedażą i dystrybucją sprzętu RTV, AGD oraz IT. Manta jako pierwsza firma ogłosiła plany sprowadzenia telewizorów 3D w Polsce. 
Od 2008 roku produkty Manty są dostępne na pozostałych rynkach środkowoeuropejskich, w ponad 22 państwach.

## Produkty
W ofercie Manta posiada m.in.:
- odtwarzacze DVD
- nagrywarki DVD
- telewizory LED od 7" do 65"
- nawigacje GPS
- radioodtwarzacze
- rejestratory samochodowe
- głośniki Bluetooth
- słuchawki
- etui i uchwyty do smartfonów i tabletów
- radioodtwarzacze typu boombox
- smartfony
- telefony komórkowe GSM
- zestawy karaoke
- smartwatche
- AGD drobne
- AGD wolnostojące
- małe pojazdy elektryczne
- banki energii (Power bank)